# Vassil Kolarov
Pour les articles homonymes, voir Kolarov.
Vassil Petrov Kolarov (en bulgare : Васил Петров Коларов), né le 16 juillet 1877 à Choumen (Bulgarie, à l'époque dans l'Empire ottoman), et mort le 23 janvier 1950 à Sofia, est un homme politique bulgare, membre du Parti communiste.

## Biographie

### Jeunesse et études
Né dans une famille de petits artisans et marchands, Vassil Kolarov effectue ses études secondaires à Varna.
Il devient enseignant et exerce à Nikopol, de 1895 à 1897. Il s'engage dans des études de droit qu'il effectue à Aix-en-Provence et qu'il achève à Genève en 1900. Après son retour dans la principauté de Bulgarie, il devient avocat à Choumen et, à compter de 1904, à Plovdiv.

### Parcours politique
Vassil Kolarov adhère au Parti social-démocratique ouvrier bulgare (PSDOB) alors qu'il est enseignant à Nikopol. Après la scission du parti, il reste au PSDOB (socialistes « étroits ») dirigé par Dimitar Blagoev. De 1905 à 1919, il est membre du comité central du parti, puis de 1919 à 1922, secrétaire du comité central du Parti communiste bulgare (PCB) qui s'était affilié à l'Internationale communiste en 1919.
Député du parlement de 1913 à 1923, il se prononce contre la participation de son pays à la Première Guerre mondiale.
Kolarov exerce des responsabilités au sein de l'Internationale communiste (IC) : secrétaire général de cette organisation en 1922-23, il y représente le PCB de 1922 à 1943. En 1922, il fait partie du comité exécutif de l'IC et en est le secrétaire général de 1923 à 1924. En 1924, il est réélu au comité exécutif ainsi qu'au présidium de l'IC, fonction qu'il conserve jusqu'en 1943. Avec Georgi Dimitrov, il joue un rôle essentiel pour convaincre le Parti communiste bulgare d'organiser une insurrection conformément aux instructions du Komintern, et est membre du comité révolutionnaire qui lance ce soulèvement en septembre 1923. Cette tentative de révolution échoue et contraint Kolarov à fuir vers l'Union soviétique en passant par la Yougoslavie et l'Autriche. Il y reste pendant plus de vingt ans, et demeure un haut responsable de l'Internationale communiste, présidant les débats de l'organisme lors du 5e Congrès mondial de 1924. Il est réélu à son présidium directeur lors des 5e, 6e et 7e congrès.
Kolarov a été président du Comité exécutif de l'Internationale paysanne (Krestintern) de 1928 jusqu'à sa dissolution en 1939. Il a également été directeur de l'Institut agraire international à Moscou pendant cette période. En 1943, il signe le document dissolvant officiellement l'Internationale communiste

### Activités politiques sous la république populaire de Bulgarie
Kolarov retourne en Bulgarie en 1945, pendant l'occupation du pays par l'Union soviétique, et est à nouveau élu à l'Assemblée nationale. Il est réélu en 1946 et devient président de la présidence provisoire de la République populaire, lors de la proclamation de celle-ci le 15 septembre 1946. Il reste président jusqu'à la formation du gouvernement dirigé par Dimitrov en décembre 1947, dans lequel il entre en tant que vice-Premier ministre et ministre des affaires étrangères.
Lorsque Dimitrov décède en juillet 1949, Kolarov est désigné Premier ministre. Il demeure en poste jusqu'à sa propre mort le 23 janvier 1950.
Sa ville natale, Choumen, a porté le nom de Kolarovgrad en son honneur entre 1950 et 1965.